# Glashütte Gernheim

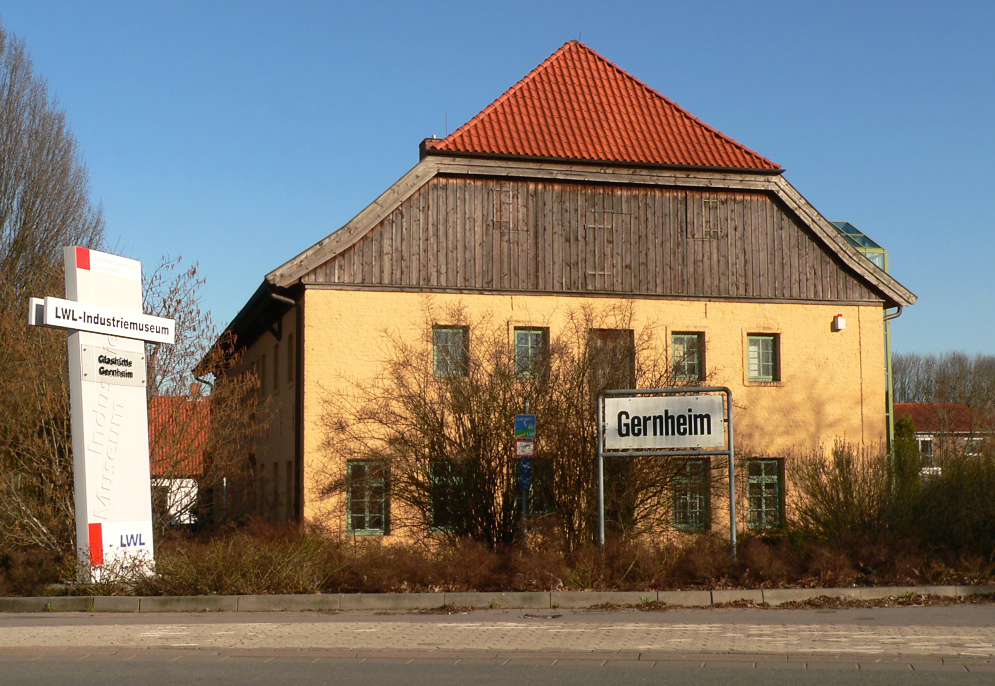
Ehemalige Korbflechterei der Glashütte mit Eingangsschild

Die Glashütte Gernheim ist ein Standort des LWL-Industriemuseums in Petershagen-Ovenstädt in Nordrhein-Westfalen. Das Museum befindet sich in den historischen Gebäuden der früheren Glashütte, die als frühindustrieller Fabrikort von 1812 bis 1877 Glas produzierte. Sie zählte mit drei Glasschmelzöfen zeitweilig zu den bedeutendsten Fabriken in Nordwestdeutschland. Nach der Übernahme der verfallenen Anlagen 1983 durch den Landschaftsverband Westfalen-Lippe und einer Restaurierung wurden sie als Museum am 7. November 1998 eröffnet.

## Geschichte

### Gründung
Die Glashütte Gernheim entstand 1812 auf freiem Gelände bei Ovenstädt direkt am Steilufer der Weser. Hüttengründer waren die Kaufleute Johann Christoph Friedrich Schrader und Cornelius Lampe aus Bremen. Die Gründer der Hütte warben ihr Personal an Glasmachern überregional an. Die ersten kamen aus dem Lipper Land, weitere folgten aus Böhmen, Sachsen sowie aus dem Kreis Paderborn und aus Schwarzburg. Die Namensgebung für den Glashüttenort beruhte offensichtlich darauf, dass Glasmacher aus entfernen Regionen stammten, die an ihrem neuen Wohnort „gern daheim“ waren. Die Lage am Fluss wurde aus Transportgründen gewählt, weil per Schiff der Transport der Rohmaterialien wie auch der fertigen Produkte erfolgen konnte. Vorteilhaft für die Glasproduktion waren die frischen Winde im freien Ufergelände. Sie begünstigten die Luftzufuhr für das Feuer zum Glasschmelzen.

### Anlagen und Gebäude

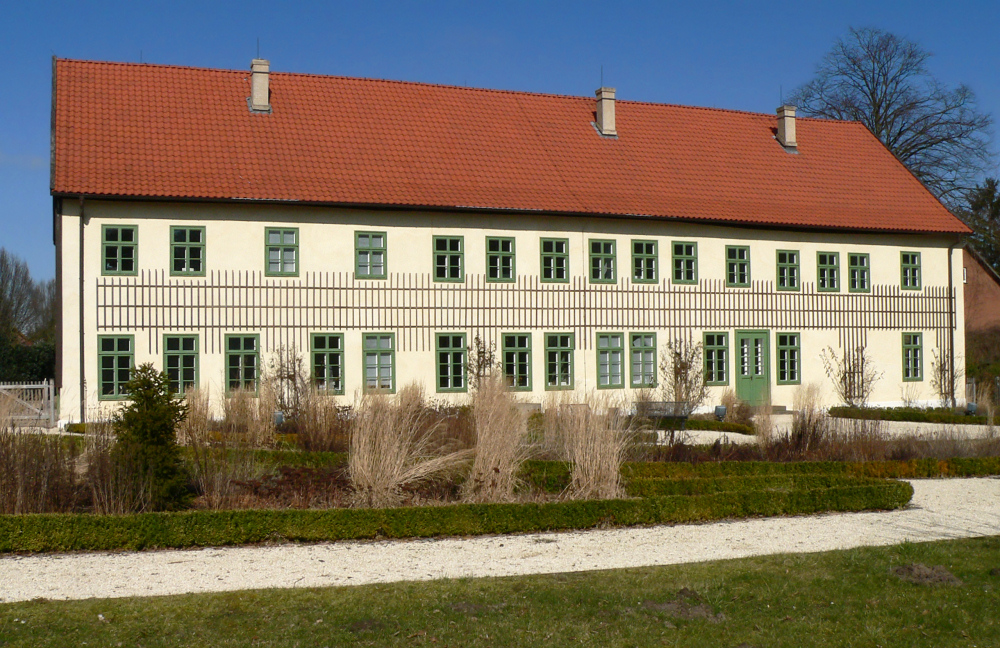
Früheres Fabrikantenwohnhaus

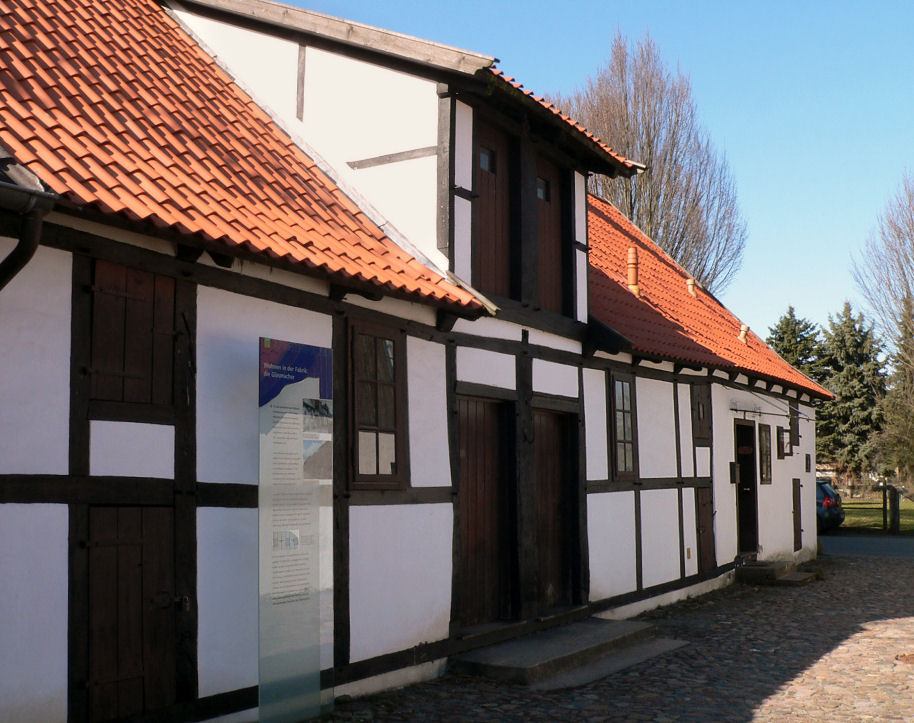
Früheres Arbeiterwohnhaus für Glasmacher

Ab 1812 entstanden in kurzer Zeit zahlreiche Werksgebäude, die einen kleinen frühindustriellen Fabrikstandort bildeten. Dazu zählten die 1812 errichtete Alte Hütte, der 1826 aus Ziegelsteinen errichtete Glashüttenturm, eine Schleiferei, ein Kalkofen, ein Wirtshaus mit Laden, eine Korbflechterei, eine Schule, ein Packhaus, die Verwaltung, das Fabrikantenwohnhaus, Häuserzeilen der Arbeiter sowie diverse Ställe für Pferde und Materialien. Die Belegschaft betrug im Schnitt fast 200 Personen. Die Hütte hatte zu dieser Zeit eine enorme Betriebsgröße und besaß zunächst zwei Schmelzöfen. 1826 kam der Schmelzofen im Glashüttenturm als dritter Ofen hinzu. An jedem Ofen wurden 40 Glasbläser, statt der sonst üblichen vier, beschäftigt.
Der aus Ziegel gemauerte Glashüttenturm hat einen Durchmesser von fast 18 Metern und eine Höhe von rund 20 Meter. Die Wandstärke beträgt 90 cm. Der unter dem Turm durchführende Schürgang für die Luftzufuhr hat eine Höhe von fast drei Meter und eine Breite von annähernd zwei Meter. 
Da sich die Schmelzzeiten der Glasmasse nicht im Voraus berechnen ließen, mussten die Glasmacher jederzeit abrufbereit sein. Daher war es notwendig, dass die Arbeiter der Glasbranche in der Nähe der Fabrikationsstätte wohnten. In Gernheim wurden deshalb bis 1830 drei Häuserzeilen als Fachwerkhäuser mit etwa 30 Wohnungen errichtet. Die Gebäude waren solide gebaut und boten im Vergleich zu bäuerlichen Kotten ordentliche Wohnverhältnisse. Die Wohnungen waren in langgestreckten Häuserzeilen untergebracht. Zu jeder Wohnung gehörten ein Stall und ein Stück Gartenland. Die Glasmacherfamilien waren in der Lage, sich – zumindest teilweise – selbst zu versorgen. Da die Glasmacher häufig nachts arbeiteten, erleichterte ihnen das in jeder Wohnung vorhandene Dunkelzimmer tagsüber das Schlafen.

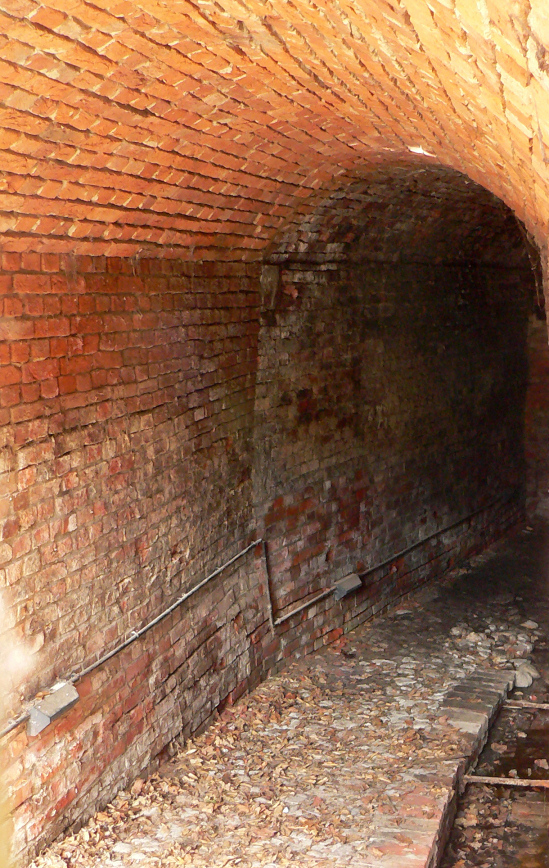
Schürgang unter dem Glashüttenturm
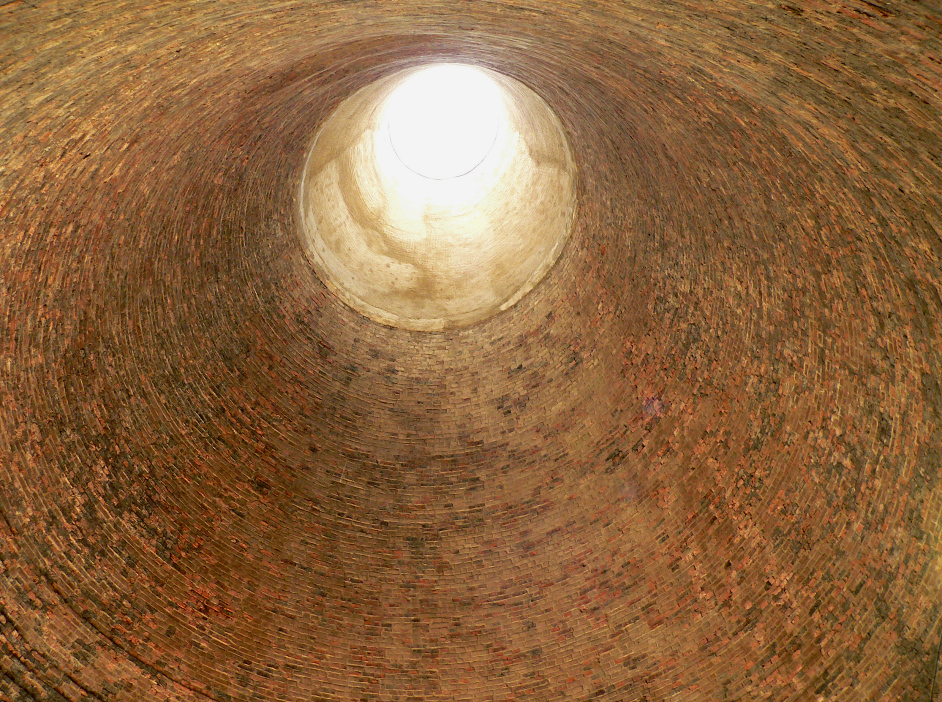
Blick hoch zur Rauchabzugsöffnung im Inneren des Glashüttenturms
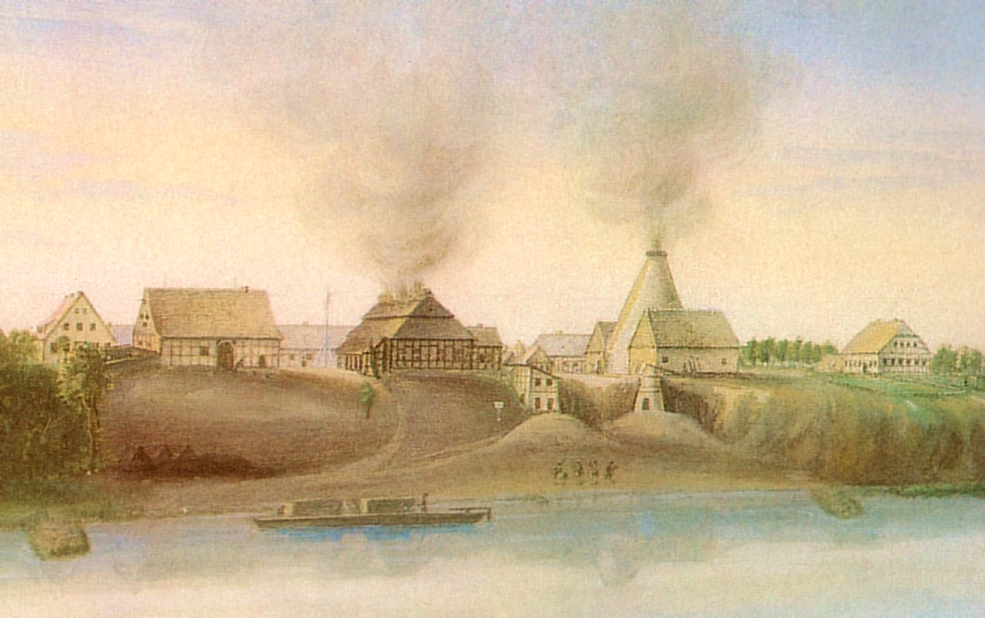
Die Glashütte um 1825
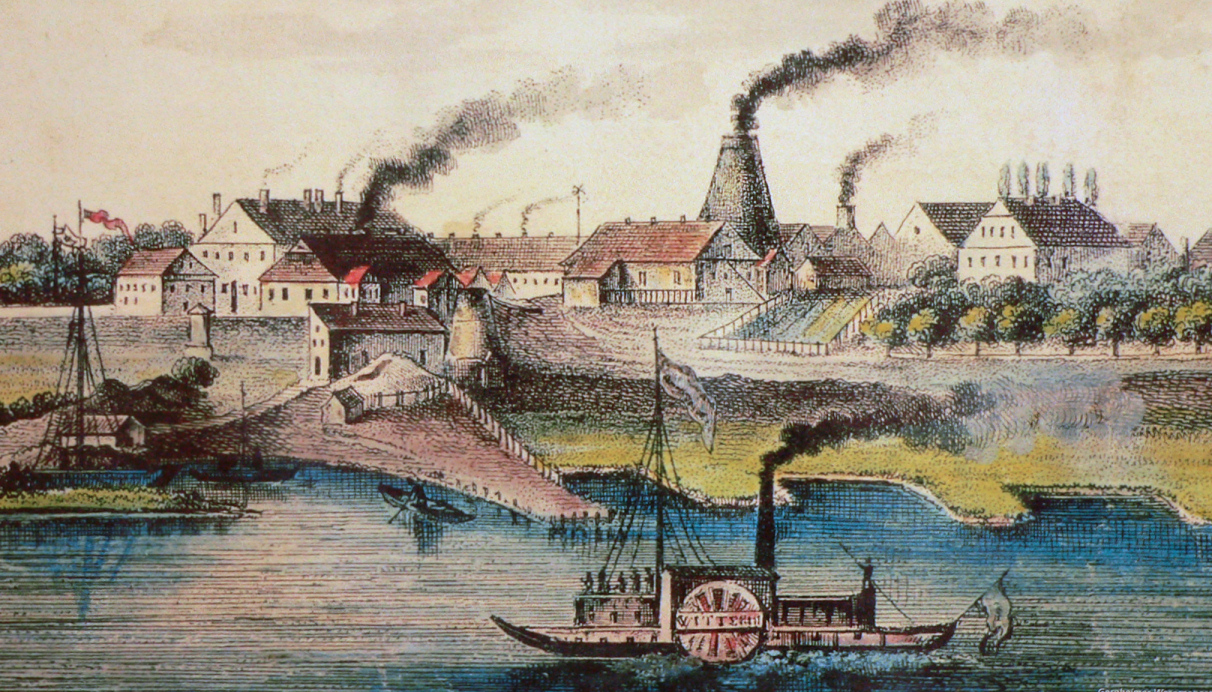
Die Glashütte um 1850 mit Weserdampfer Wittekind

## Produkte
Die Produktpalette an Glaswaren war breit gefächert. Es wurden Flachglas für Fensterscheiben sowie grünes und weißes Hohlglas hergestellt. Darunter waren Wein- und Biergläser, Flaschen, Glaskolben für Chemiker und Medizinflaschen für Apotheker. Auch Dachziegel aus Glas sowie Kirchenfensterscheiben wurden produziert. Eine Spezialität war weißes Überfangglas. Die hütteneigene Glasschleiferei veredelte die Glaswaren durch Gravieren, Bemalen und Schleifen. Zeitweise ging die Hälfte der Glaswaren in den Export nach Spanien und Portugal, aber auch nach Übersee, vor allem nach Nord- und Südamerika sowie Indien.

## Niedergang
Mit der Gründerkrise 1873 erlitt die Glashütte einen wirtschaftlichen Niedergang. Auch der fehlende Bahnanschluss bewirkte eine rückläufige Konkurrenzfähigkeit gegenüber Mitbewerbern. 1877 wurde die Herstellung von Glas eingestellt. 1892 kam es zu einer Neuaufnahme der Glasproduktion, die nur bis 1893 anhielt. Danach waren in den Gebäuden eine Korbflechterei und eine Strohhülsenfabrik jahrzehntelang als Zulieferer für andere Glashütten tätig. Etliche Hüttengebäude verfielen, brannten ab oder wurden von der Bevölkerung als Steinbruch genutzt, wie die Alte Hütte. Der Glashüttenturm blieb beschädigt erhalten und wurde von der Gerresheimer Glashütte aufgekauft. Heute ist er einer der wenigen noch vorhandenen Exemplare in Europa. In Deutschland hat sich nur ein weiterer Turm (in Natursteinmauerung) in der ehemaligen Glashütte Steinkrug erhalten.

## Museum
1981 übernahm das Westfälische Industriemuseum als Vorgängereinrichtung des LWL-Industriemuseums das Gelände der früheren Glashütte Gernheim, deren Gebäude aus dem 19. Jahrhundert zum Teil erhalten waren. Darin wurde ein Museum einrichtet. Es präsentiert einstige Glasherstellungen, wozu auch Vorbereitungsarbeiten, wie das Herstellen der Formen und das Mischen des Gemenges, gehören. Im Glashüttenturm wird für die Museumsbesucher zu Demonstrationszwecken Glas geblasen. Des Weiteren können die Glasschleiferei, die Korbflechterei, das Fabrikantenwohnhaus und ein Arbeiterwohnhaus besichtigt werden. Zur Ausstellung gehören etwa 2.000 verschiedene Exponate aus Glas.
Vorrangig zeigt das Museum die Lebens- und Arbeitsbedingungen in der Glasbranche im Zeitalter der Industrialisierung. In einem der Arbeiterhäuser wird das Alltagsleben von Glasmacherfamilien dargestellt. Insbesondere geht es hier um Nahrungsgewohnheiten und typische Arbeitskleidung. Die Kleidung und das Wohnmobiliar bringen zum Ausdruck, dass in der Glasbranche Mitte des 19. Jahrhunderts gutes Geld verdient wurde.

## Ausgrabungen
In den Jahren 1985, 1987 und 1988 fanden im Bereich des Glashüttenturms Ausgrabungen statt. Sie lieferten Erkenntnisse über den Aufbau der Anlage.